# Аваньяндава
Аваньяндава (порт. Avanhandava)  —  муниципалитет в Бразилии, входит в штат Сан-Паулу. Составная часть мезорегиона Арасатуба. Входит в экономико-статистический  микрорегион Биригуи. Население составляет 9462 человека на 2006 год. Занимает площадь 340,338 км². Плотность населения — 27,8 чел./км².

## Статистика
- Валовой внутренний продукт на 2003 составляет 86.157.596,00 реалов (данные: Бразильский институт географии и статистики).
- Валовой внутренний продукт на душу населения на 2003 составляет 9.393,55 реалов (данные: Бразильский институт географии и статистики).
- Индекс развития человеческого потенциала на 2000 составляет 0,768 (данные: Программа развития ООН).

## География
Климат местности: субтропический. В соответствии с классификацией Кёппена, климат относится к категории Cfb.